# Rue des Jardins (Lille)
Pour les articles homonymes, voir rue des Jardins.
La   rue des jardins est une rue de Lille  située dans les  quartiers de Lille-Centre et du Vieux-Lille. 

## Situation et accès
Elle relie la rue de Roubaix à la rue Saint-Jacques.
Le square Lestiboudois qui est une impasse aboutit dans la rue.
Elle est desservie par la station de métro Gare Lille-Flandres (métro de Lille).

## Origine du nom
Avant l’agrandissement de 1617 à 1622  au nord-est de la ville, l’emplacement de la rue était bordé de jardins à l’extérieur des remparts entre le faubourg des Reignaux et la porte de Courtrai.

## Historique
La rue est englobée dans l’enceinte de la ville lors de l’agrandissement de 1617 à 1622. Un couvent des Annonciades s’y établit en  1628.  La communauté s’appauvrit au XVIIIe siècle et ferme en 1784. Le monastère est  vendu à des particuliers.
La rue enjambait le canal des Vieux hommes. Les rues des Fleurs et au Maire qui aboutissaient à la rue des jardins ont été remplacées par le boulevard Carnot aménagé en 1906.

## La rue auXXIesiècle
La rue  est une voie à assez faible circulation à sens unique avec double sens cyclable. 

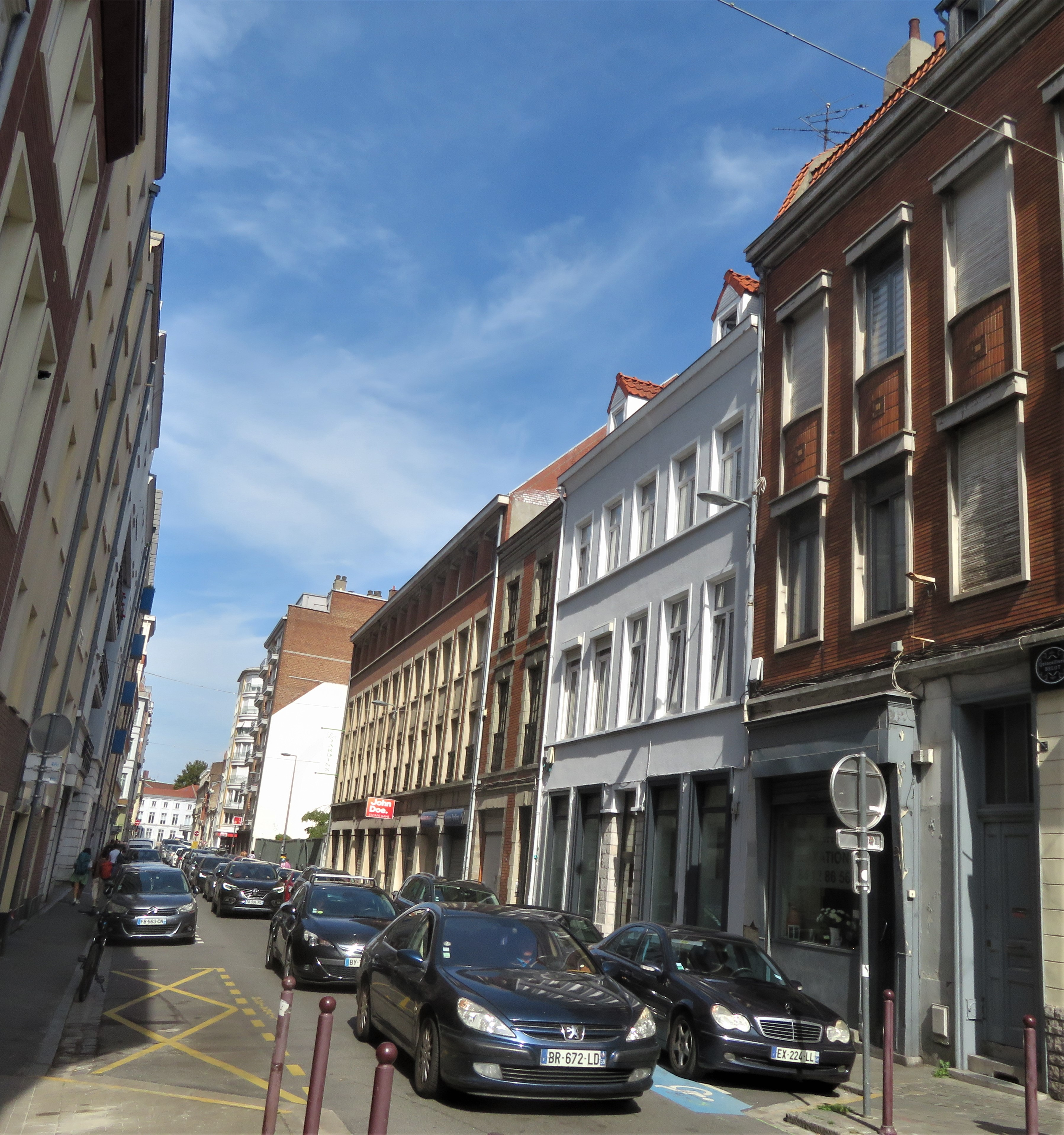
Rue des Jardins vue de la rue de Roubaix
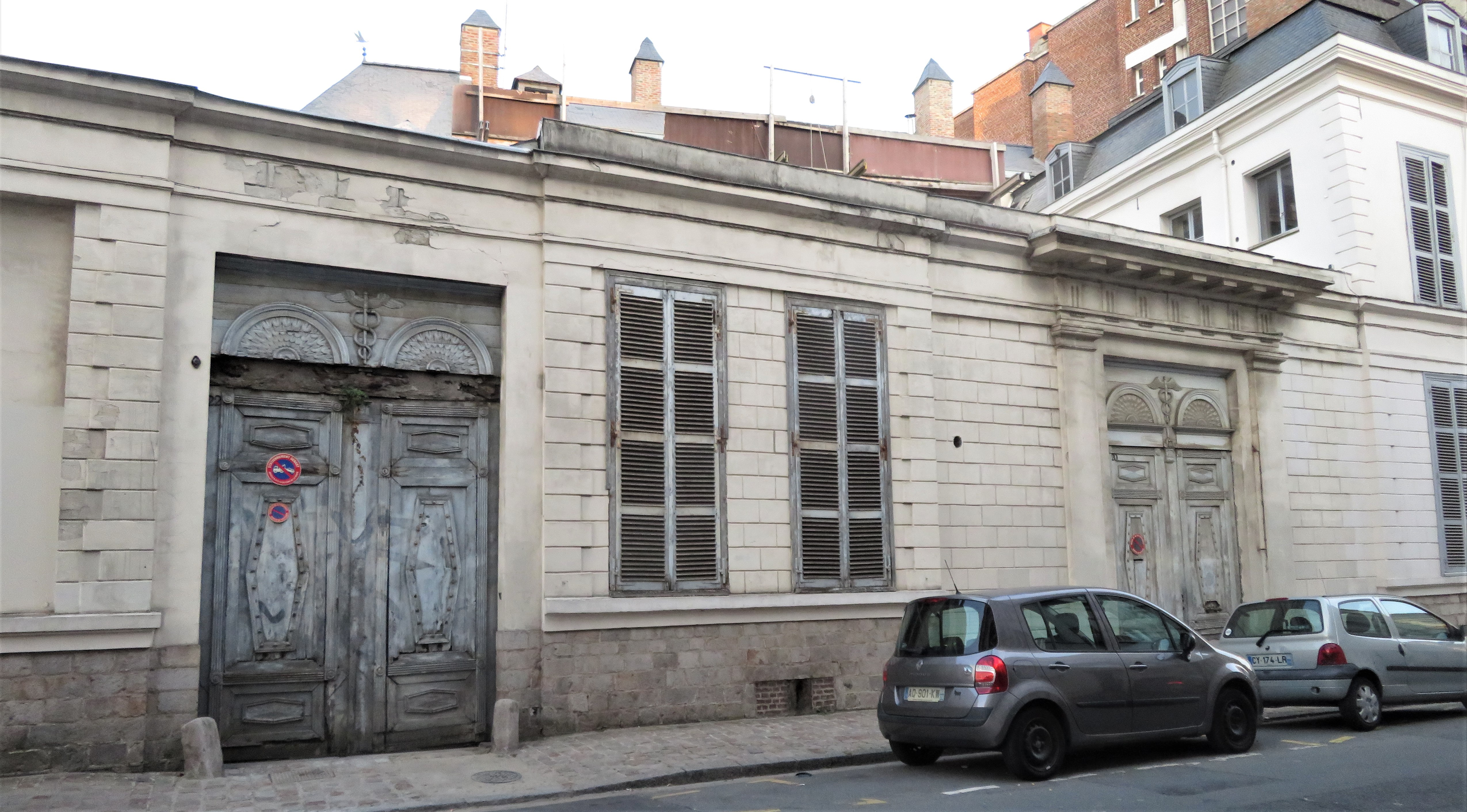
Ancien hôtel particulier au numéro 20

## Bâtiments remarquables et lieux de mémoire
Hôtel d'Avelin à l’angle de la rue  Saint-Jacques et du square Lestiboudois.
Un ancien hôtel particulier du XVIIIe siècle très peu entretenu en 2023 borde la rue au numéro 20.